# Franck Le Feuvre
Franck Le Feuvre, né en 1964, est un galeriste français spécialisé dans l’art contemporain. Il est le fondateur de la Galerie Le Feuvre aujourd'hui devenue Le Feuvre & Roze, située à Paris depuis 2005.

## Biographie
À l’âge de 18 ans, sans même avoir passé le baccalauréat, Franck Le Feuvre se lance dans la vie active et achète un établissement sur la Côte Normande qu’il transforme en bar de nuit. C’est là qu’il réalise ses premières expositions d’artistes. 
En 1986, il retourne à Paris et après une année de travail dans une société de services, il entreprend une carrière d’ingénieur d’affaires dans le domaine du négoce et du financement de hautes technologies. 
Il dirige sa propre société pendant sept ans, puis quitte le monde de l’informatique à 40 ans et décide de créer sa galerie d’art. Selon le guide de l'art contemporain urbain 2012 : "On l'entend souvent citer cette phrase de Fernand Léger qui reflète parfaitement sa pensée : "Figuratif ou abstrait, peu importe si c'est bon"."

## Histoire de la Galerie

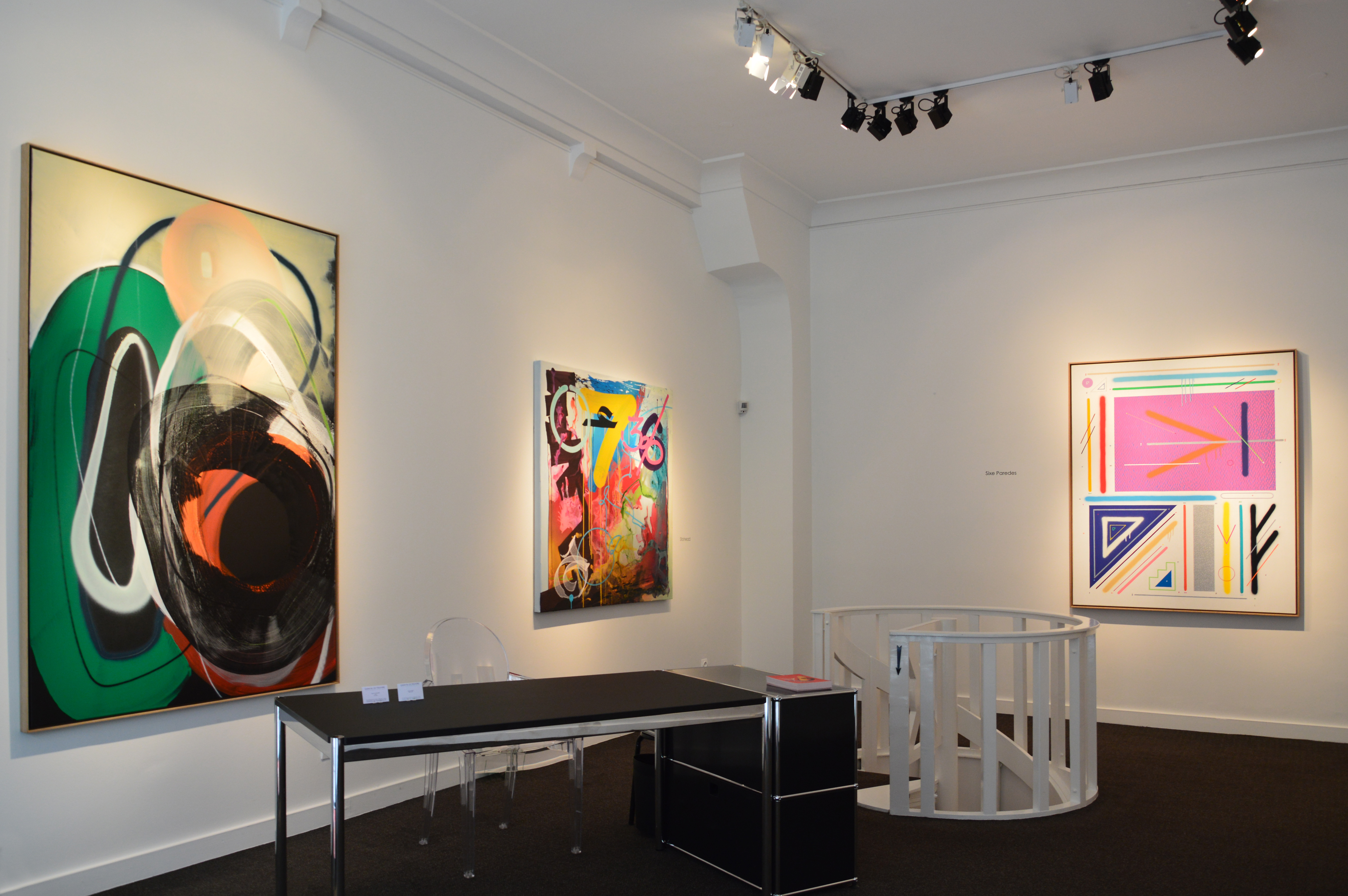
Salle 1 : Galerie Le Feuvre & Roze avec Adrian Falkner, Stohead et Sixe Paredes.

Située dans le 8e arrondissement de Paris, la galerie Le Feuvre & Roze est à proximité de grandes maisons de ventes, galeries, marchands d’arts, centres d’affaires et ambassades de Paris. Elle est une des galeries françaises les plus reconnues dans le domaine de l’Art Urbain. Depuis 2008 l’activité de la galerie s’est conséquemment développée grâce à la popularité croissante du Street Art, à la notoriété et à la qualité des artistes représentés.
Toutefois, depuis deux ans maintenant et désireuse de suivre la volonté de ses artistes et collectionneurs, la galerie s’oriente davantage vers l’Art Contemporain.

## Listes des références
1. ↑  « Galerie Le Feuvre, Paris 8e - L'Officiel des spectacles », sur offi.fr (consulté le 19 septembre 2017).
2. ↑  « Guide de l'art contemporain urbain 2012 », 2012 (consulté le 9 septembre 2017).
3. ↑  « Le guide de l'art contemporain urbain 2012 » (consulté le 9 septembre 2017).
4. ↑  (en-US) Emily Baumgaertner, « Within Walking Distance of La Biennale Paris », The New York Times,‎ 11 septembre 2017 (ISSN 0362-4331, lire en ligne, consulté le 19 septembre 2017)
5. ↑  (en) « PARIS AND URBAN ART GALLERIES - 10 VENUES YOU SHOULD VISIT », sur widewalls.ch (consulté le 7 septembre 2017).
6. ↑  Sophie Pujas, « Le street art sur tous les terrains », Le Point,‎ 2 avril 2012 (lire en ligne, consulté le 31 août 2017)
7. ↑  « La Place Du Street Art Dans l'Art Contemporain | Forbes France », Forbes France,‎ 24 février 2017 (lire en ligne, consulté le 2 septembre 2017)